# 十四门桥
十四门桥，又名榕桥，是位于中国福建省福州市闽侯县上街镇榕桥村的一座宋代古桥，始建于南宋时期，历代几经毁坏与重修，也是闽侯县现存最长的宋代古桥。十四门桥于1989年入选第一批闽侯县文物保护单位，2020年入选第十批福建省文物保护单位。

## 历史
十四门桥始建于南宋元丰年间（也有说法称始建于淳熙年间，而桥旁侧的《重修十四门桥碑记》则称该桥始建于五代时期的后唐，并“再造于宋”），当地古称“惠化里”。十四门桥由上街六桥林氏第六代林安世（字居广）及其家室捐建。据说，林安世建桥的动机是因为清明期间回乡祭祖时被江上的渡船拒载，一怒之下对江水立誓要建桥沟通江的两岸，并筹资历时六年而建成。
清朝嘉庆年间，山洪冲垮了第十四孔的桥门和第二孔的右石板，使得该桥变为12墩、13孔，变成了“十三门桥”。民国17年（1928年），当地人林文英出资重修了第二孔石板，但未修复第十四孔的桥门。1958年，惠化里改称榕桥村，十四门桥也得到“榕桥”这一别名。1984年，港澳乡人肖守寿、肖诗木回乡出资修缮了桥头的基石，在桥畔兴建了用以休息的石桌石椅。1989年3月，闽侯县人民政府将十四门桥公布为首批县级文物保护单位。
2005年10月，超强台风“龙王”袭击福建，十四门桥遭受严重打击，桥体几乎坍塌。在此后的两年间，政府、民间募资四十多万元人民币对桥进行重修，修复过程中又发现了嘉庆年间被冲毁的石板，遂一并将其复原，使得十四门桥恢复为13墩、14孔。2020年11月，福建省人民政府将十四门桥列入第十批福建省文物保护单位。2023年9月，超强台风“苏拉”袭击福建，十四门桥的桥面被冲断。

## 建筑
十四门桥横跨溪源溪、邱阳河汇合处，桥体为东西走向、13墩14孔的石墩石梁桥，全长约95米，双分水尖船形墩，双石梁桥面，桥面共用石梁28根。桥面尚存石梁题刻5处，东桥头存清代碑刻2通。2020年，福建省人民政府将桥东端外延10米至桥头公园围墙，桥西端外延25米至榕桥水闸西端连线，桥南、北两侧各向外延伸15米，桥北侧向外延伸15米，面积约4927平方米的土地划为十四门桥的保护范围。

## 图集

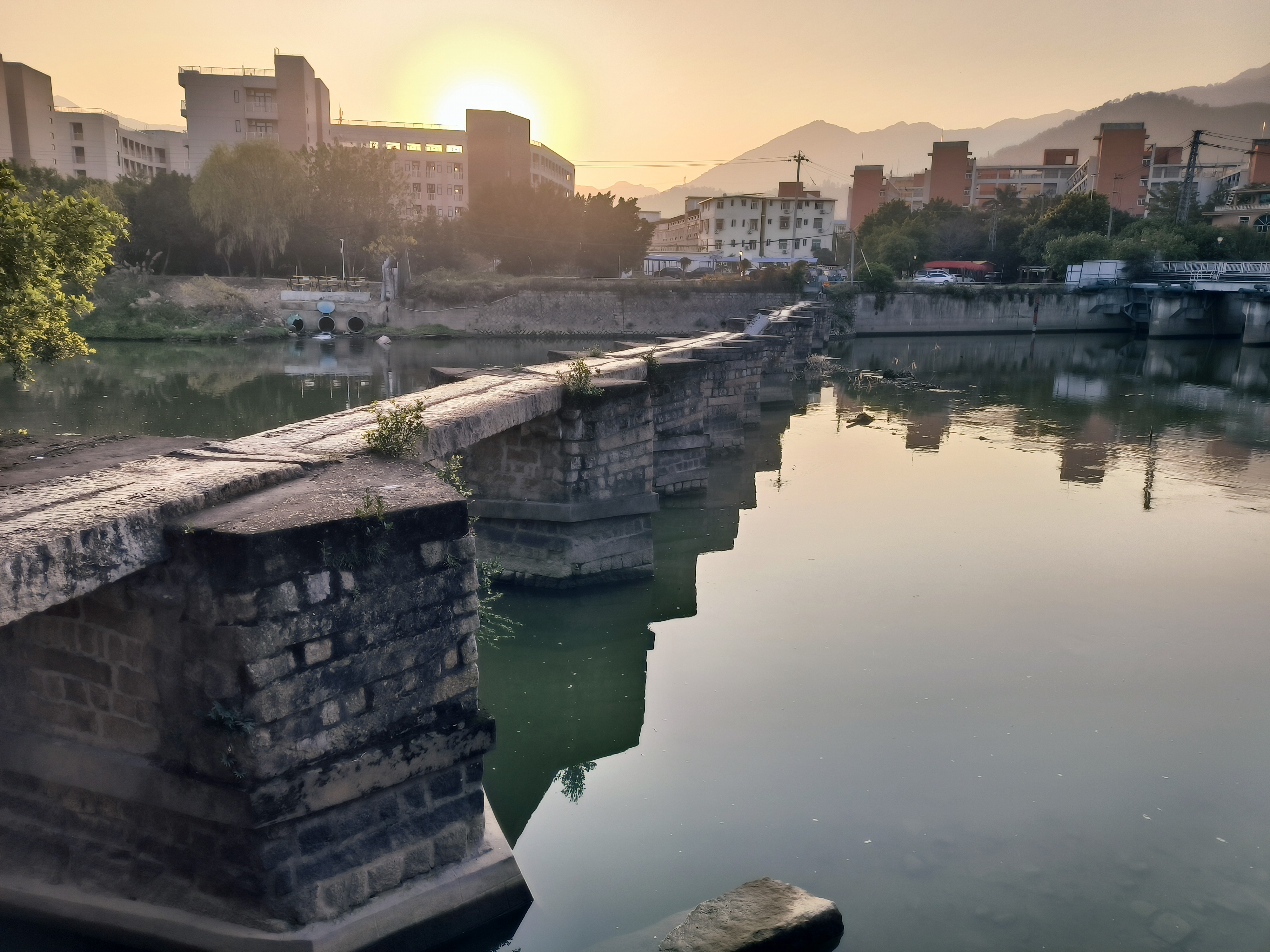
十四门桥的桥体
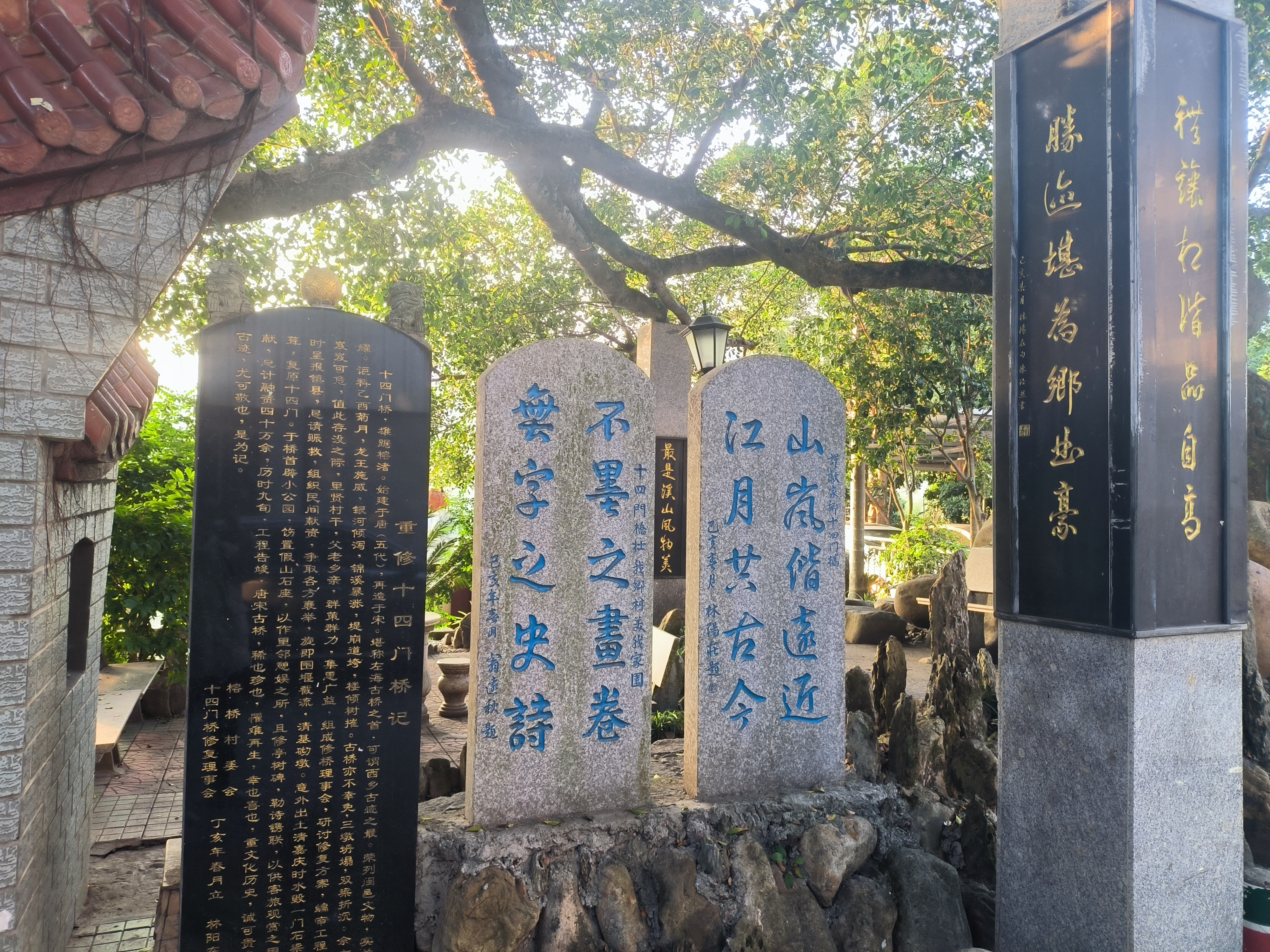
重修十四门桥碑记
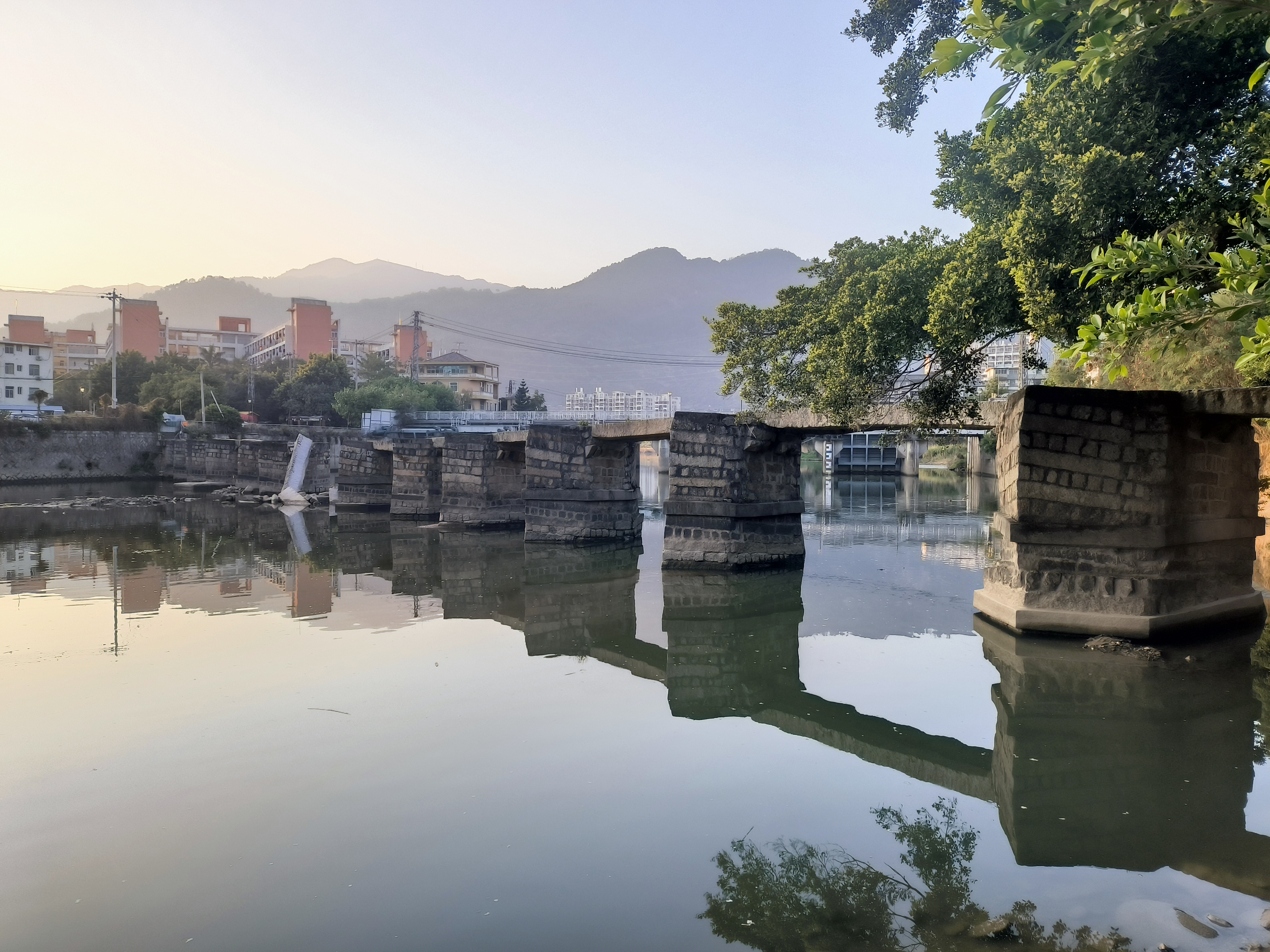
2024年1月，被冲断的桥面